# بهنگرا (رقص)
بهنگرا (انگلیسی: Bhangra) یکی از پرانرژی‌ترین رقص‌های فولکلوریک منطقه پنجاب (هند و پاکستان) است که ریشه در جشن برداشت محصول در جشنوارهٔ وایساکهی دارد. این رقص شامل پرش‌ها، لگدزنی‌ها و خم‌شدن‌های بدن همراه با حرکت شورانگیز بازوهاست و با طبل دوطرفهٔ دُهل و نوای کوتاه «بولی» ها اجرا می‌شود.
رقص بهنگرا ابتدا توسط کشاورزان پنجابی در قرن چهاردهم یا پانزدهم برای جشن پایان فصل کشت آغاز شد، اما اکنون در مراسم عروسی، جشن‌ها، مسابقات گروهی، کلاس‌های آموزشی و حتی برنامه‌های ورزشی کاربرد دارد. جامه‌های رنگارنگ و آزاد آن به‌گونه‌ای طراحی شده‌اند که حرکت را تسهیل کنند و نمادی از شادی و سرزندگی باشند.
در دهه‌های اخیر، بهنگرا به‌واسطهٔ مهاجران پنجابی در بریتانیا، کانادا و آمریکا گسترش یافته است. این رقص امروز ترکیبی جذاب از موسیقی سنتی و سبک‌های مدرن مانند فایل‌هاپ، هیپ‌هاپ، هاوس و رگه است. مسابقه‌هایی مانند رانیان دی رونق در هند مخصوص زنان برگزار می‌شود تا جایگاهی برابر در هنر بهنگرا بیابند.
به‌طور کلی، بهنگرا نمادی از هویت فرهنگی، سرزندگی، قدرت و شادی جماعت پنجابی است و نقش مهمی در نمایش شور زندگی و پیوندهای اجتماعی آنان دارد، چه در روستاهای برداشت محصول و چه در صحنه‌های جهانی.